# Draft de la NBA de 1961
El Draft de la NBA de 1961 fue el decimoquinto draft de la National Basketball Association (NBA). El draft se celebró el 27 de marzo de 1961 antes del comienzo de la temporada 1961-62. 
En este draft, nueve equipos de la NBA seleccionaron a jugadores amateurs del baloncesto universitario. Los jugadores que hubiesen terminado el periplo universitario de cuatro años estaban disponibles para ser seleccionados. Si un jugador abandonaba antes la universidad, no podía ser escogido en el draft hasta que su clase se graduase. En cada ronda, los equipos seleccionaron en orden inverso al registro de victiorias-derrotas en la temporada anterior. 
Antes del draft, un equipo podía perder el derecho a su primera ronda de draft y seleccionar a cualquier jugador dentro de un radio de 80 kilómetros de su lugar de origen como elección territorial. A Chicago Packers, franquicia en expansión, le fue asignado la primera elección y las últimas de cada ronda del draft, junto con cinco elecciones extra al final de la segunda ronda. El draft consistió de quince rondas y 107 jugadores fueron seleccionados.

## Selecciones y notas del draft
Walt Bellamy, de la Universidad de Indiana, fue seleccionado en la primera posición del draft por Chicago Packers, y ganó el Rookie del Año de la NBA y formó parte del All-Star Game de la NBA en su primera temporada. Bellamy promedió 31.6 puntos por partido, el segundo mejor promedio de un novato en la historia de la liga, y 19 rebotes, la tercera mejor marca de un novato. Durante su estancia en los Packers fue incluido en cuatro All-Star Games consecutivos, y posteriormente jugó en otros tres equipos durante sus catorce años en la NBA. Por sus logros, fue incluido en el Basketball Hall of Fame.
Otros tres jugadores de este draft, la séptima elección Tom Meschery, la vigesimoprimera Don Kojis y la trigésimosegunda Bill Bridges, también disputaron al menos un All-Star Game. Doug Moe, la vigesimosegunda elección, nunca debutó en la NBA, ya que se vio envuelto en un escándalo de partidos amañados en el baloncesto universitario. Su futuro pasó por la American Basketball Association (ABA), donde jugó cinco años, ganó el campeonato en 1969 y fue seleccionado en tres All-Star Games y dos mejores quintetos de la temporada. Tras su carrera como jugador entrenó a cuatro equipos de la NBA y se proclamó Entrenador del Año de la NBA en 1988 con Denver Nuggets. Ray Scott, la cuarta elección, jugó en Detroit Pistons durante cinco años y medio, y en otros dos equipos de la NBA y ABA, y tras retirarse en 1972, se convirtió en entrenador de los Pistons y se hizo con el Entrenador del Año en 1974. Dos jugadores más de este draft se convirtieron en entrenadores tras dar por finalizada su carrera como jugador: la duodécima elección Johnny Egan y la sexagésima Donnie Butcher.

## Leyenda
|  | Denota jugador miembro del Basketball Hall of Fame                   |
|  | Denota jugador que ha sido seleccionado al menos en un All-Star Game |
|  | Denota jugador que nunca ha jugado en la NBA                         |

## Draft
| Ronda | Pick | Jugador         | Posición | Nacionalidad   | Equipo                | Universidad             |
| ----- | ---- | --------------- | -------- | -------------- | --------------------- | ----------------------- |
| 1     | 1    | Walt Bellamy    | C        | Estados Unidos | Chicago Packers       | Indiana                 |
| 1     | 2    | Tom Stith       | F        | Estados Unidos | New York Knicks       | St. Bonaventure         |
| 1     | 3    | Larry Siegfried | F        | Estados Unidos | Cincinnati Royals     | Ohio State              |
| 1     | 4    | Ray Scott       | F/C      | Estados Unidos | Detroit Pistons       | Allentown Jets (EPBL)   |
| 1     | 5    | Wayne Yates     | C        | Estados Unidos | Los Angeles Lakers    | Memphis State           |
| 1     | 6    | Ben Warley      | G/F      | Estados Unidos | Syracuse Nationals    | Cleveland Pipers (NIBL) |
| 1     | 7    | Tom Meschery    | F        | Estados Unidos | Philadelphia Warriors | Saint Mary's (CA)       |
| 1     | 8    | Cleo Hill       | G        | Estados Unidos | St. Louis Hawks       | Winston-Salem State     |
| 1     | 9    | Gary Phillips   | G        | Estados Unidos | Boston Celtics        | Houston                 |
| 2     | 10   | Whitey Martin   | G        | Estados Unidos | New York Knicks       | St. Bonaventure         |
| 2     | 11   | Bob Wiesenhahn  | F        | Estados Unidos | Cincinnati Royals     | Cincinnati              |
| 2     | 12   | Johnny Egan     | G        | Estados Unidos | Detroit Pistons       | Providence              |
| 2     | 13   | Fred Sawyer     | C        | Estados Unidos | Los Angeles Lakers    | Louisville              |
| 2     | 14   | Chris Smith     | C        | Estados Unidos | Syracuse Nationals    | Virginia Tech           |
| 2     | 15   | Ted Luckenbill  | F        | Estados Unidos | Philadelphia Warriors | Houston                 |
| 2     | 16   | Ron Horn        | F        | Estados Unidos | St. Louis Hawks       | Indiana                 |
| 2     | 17   | Al Butler       | G        | Estados Unidos | Boston Celtics        | Niagara                 |
| 2     | 18   | Jack Turner     | G/F      | Estados Unidos | Chicago Packers       | Louisville              |
| 2     | 19   | Jerry Graves    | F        | Estados Unidos | Chicago Packers       | Mississippi State       |
| 2     | 20   | York Larese     | G        | Estados Unidos | Chicago Packers       | North Carolina          |
| 2     | 21   | Don Kojis       | F        | Estados Unidos | Chicago Packers       | Marquette               |
| 2     | 22   | Doug Moe        | G/F      | Estados Unidos | Chicago Packers       | North Carolina          |
| 2     | 23   | Jeff Cohen      | C        | Estados Unidos | Chicago Packers       | William & Mary          |

## Otras elecciones
La siguiente lista incluye otras elecciones de draft que han aparecido en al menos un partido de la NBA.
| Ronda | Pick | Jugador           | Posición | Nacionalidad   | Equipo             | Universidad      |
| ----- | ---- | ----------------- | -------- | -------------- | ------------------ | ---------------- |
| 3     | 24   | Tony Jackson      | G        | Estados Unidos | New York Knicks    | St. John's       |
| 3     | 25   | Bevo Nordmann     | C        | Estados Unidos | Cincinnati Royals  | Saint Louis      |
| 3     | 26   | Doug Kistler      | F        | Estados Unidos | Detroit Pistons    | Duke             |
| 3     | 28   | Chuck Osborne     | F        | Estados Unidos | Syracuse Nationals | Western Kentucky |
| 3     | 32   | Bill Bridges      | F/C      | Estados Unidos | Chicago Packers    | Kansas           |
| 4     | 33   | George Blaney     | G        | Estados Unidos | New York Knicks    | Holy Cross       |
| 5     | 42   | Bill Smith        | G/F      | Estados Unidos | New York Knicks    | Saint Peter's    |
| 5     | 44   | Danny Doyle       | F        | Estados Unidos | Detroit Pistons    | Belmont Abbey    |
| 5     | 50   | Howie Carl        | G        | Estados Unidos | Chicago Packers    | DePaul           |
| 6     | 51   | Cleveland Buckner | F/C      | Estados Unidos | New York Knicks    | Jackson State    |
| 7     | 60   | Donnie Butcher    | G        | Estados Unidos | New York Knicks    | Pikeville        |
| 7     | 61   | Dave Zeller       | G        | Estados Unidos | Cincinnati Royals  | Miami (OH)       |
| 10    | 91   | Larry Comley      | G        | Estados Unidos | Chicago Packers    | Kansas State     |
| 11    | 92   | Kevin Loughery    | G        | Estados Unidos | New York Knicks    | St. John's       |
| 12    | 100  | George Patterson  | F/C      | Estados Unidos | Cincinnati Royals  | Toledo           |